# Ле-Пеш-дю-Вер
Ле-Пеш-дю-Вер (фр. Les Pechs du Vers) — муніципалітет у Франції, у регіоні Окситанія, департамент Лот. Ле-Пеш-дю-Вер утворено 1 січня 2016 року шляхом злиття муніципалітетів Сен-Сернен i Сен-Мартен-де-Вер. Адміністративним центром муніципалітету є Сен-Сернен. Населення — 310 осіб (01.01.2021).